# Pomnik poległych w Rudnikach
Pomnik poległych w Rudnikach – pomnik we wsi Rudniki upamiętniający mieszkańców gminy Rudniki poległych w obronie ojczyzny w latach 1918–1920 oraz 1939–1945. Pomnik został ufundowany przez mieszkańców, radę i zarząd gminy Rudniki.
Główną część pomnika stanowi umieszczony na kwadratowej postawie cokół w formie ściętego ostrosłupa z wyrzeźbionym Orderem Virtuti Militari i napisem: „Ku czci bohaterów poległych i pomordowanych za wiarę i ojczyznę z gminy Rudniki w okresie terroru hitlerowskiego 1939–1945”. Na szczycie cokołu rzeźba – orzeł biały w koronie. Przy podstawie pomnika dwie płyty z czarnego granitu z wygrawerowanymi imionami i nazwiskami mieszkańców gminy Rudniki poległych w obronie ojczyzny w latach 1918–1920 oraz 1939–1945.

## Napis na lewej tablicy
„Mieszkańcy gminy Rudniki polegli w obronie ojczyzny w latach 1918–1920”
| Krzykawiak Józef      |  |  |  | Jaworzno      |
| Krzykawiak Jan        |  |  |  | Jaworzno      |
| Jarząbek Stanisław    |  |  |  | Mirowszczyzna |
| Światowski Franciszek |  |  |  | Jaworzno      |
| Pawlec Stanisław      |  |  |  | Julianpol     |
| Haładyn Władysław     |  |  |  | Słowików      |
| Grondys Władysław     |  |  |  | Jaworzno      |
| Majda Antoni          |  |  |  | Łazy          |
| Kałwak Andrzej        |  |  |  | Rudniki       |
| Kałwak Piotr          |  |  |  | Rudniki       |
| Graczyk Julian        |  |  |  | Rudniki       |
| Adamczyk Jakub        |  |  |  | Żytniów       |
| Pamuła Andrzej        |  |  |  | Żytniów       |
| Stasiak Marian        |  |  |  | Żytniów       |
| Orator Ignacy         |  |  |  | Żytniów       |
| Janerka Ignacy        |  |  |  | Żurawie       |
| Kielan Józef          |  |  |  | Faustianka    |

Cześć Waszej Pamięci Rada i Zarząd Gminy Rudniki

## Napis na prawej tablicy
„Mieszkańcy gminy Rudniki polegli w obronie ojczyzny w latach 1939–1945”
| Kpr.Krępa Józef       |  |  |  | Jaworzno  |
| Krzykawiak Józef      |  |  |  | Jaworzno  |
| Krzykawiak Ignacy     |  |  |  | Jaworzno  |
| Grześlak Ignacy       |  |  |  | Jaworzno  |
| Światowski Franciszek |  |  |  | Mostki    |
| Kuder Antoni          |  |  |  | Jaworzno  |
| Kpr.Sobczak Marian    |  |  |  | Rudniki   |
| Honcel Jan            |  |  |  | Julianpol |
| Kpr.Paprotny Ignacy   |  |  |  | Jaworek   |
| Jeziorek Walenty      |  |  |  | Żytniów   |
| Kulig Józef           |  |  |  | Żytniów   |
| Kwas Bronisław        |  |  |  | Żytniów   |
| Małolepszy...         |  |  |  | Żytniów   |
| Więdłocha Kazimierz   |  |  |  | Cieciułów |
| Świtała Wincenty      |  |  |  | Bugaj     |
| Kpr.Rosak Leon        |  |  |  | Mostki    |
| Rosak Piotr           |  |  |  | Mostki    |
| Łuczak Piotr          |  |  |  | Rudniki   |
| Łuczak Jan            |  |  |  | Rudniki   |
| Łuczak Antoni         |  |  |  | Rudniki   |
| Kałwak Antoni         |  |  |  | Rudniki   |

Cześć Waszej Pamięci Rada i Zarząd Gminy Rudniki